# منتخب لبنان لكرة اليد
منتخب لبنان لكرة اليد هو الممثل الرسمي لدولة لبنان في رياضة كرة اليد. نافس في بطولة آسيا لكرة اليد للرجال وظهر فيها 3 مرات كانت الأولى في سنة 2008 وكانت أفضل نتيجة له فيها هي المركز الثامن وذلك في سنة 2010.